# (23539) 1993 TU15
A (23539) 1993 TU15 a Naprendszer kisbolygóövében található aszteroida. Eric Walter Elst fedezte fel 1993. október 9-én.